# 田小屋野貝塚
田小屋野貝塚（たごやのかいづか）は、青森県つがる市木造にある、縄文時代前期から中期の貝塚遺跡。1944年（昭和19年）6月26日に国の史跡に指定されている。指定面積は約1万4千平方メートル。また2021年（令和3年）には「北海道・北東北の縄文遺跡群」として世界文化遺産に登録された。

## 概要
青森県西部、津軽半島岩木川左岸の標高10メートルから15メートル程度の丘陵東南端部に立地する。
1928年（昭和3年）に中谷治宇二郎と今井冨士雄が発掘調査を実施した。また1990年（平成2年）と1993年（平成5年）に県立郷士館が発掘調査し、1棟の竪穴建物跡を検出している。日本海側にある貝塚は、田小屋野貝塚を含めても数が少ない。縄文時代前期から中期の円筒土器や、それに続く土器や石器・石製品・土製品・骨角器、貝輪などが出土している。ヤマトシジミ、イシガイなどの貝類を中心に、魚類や鳥類、哺乳類などの骨が出土しており、ベンケイガイは特に出土数が多く、その数は60点ほど。一説によれば、ここで作られたベンケイガイの貝輪は、北海道に持ち込まれた。

## ギャラリー

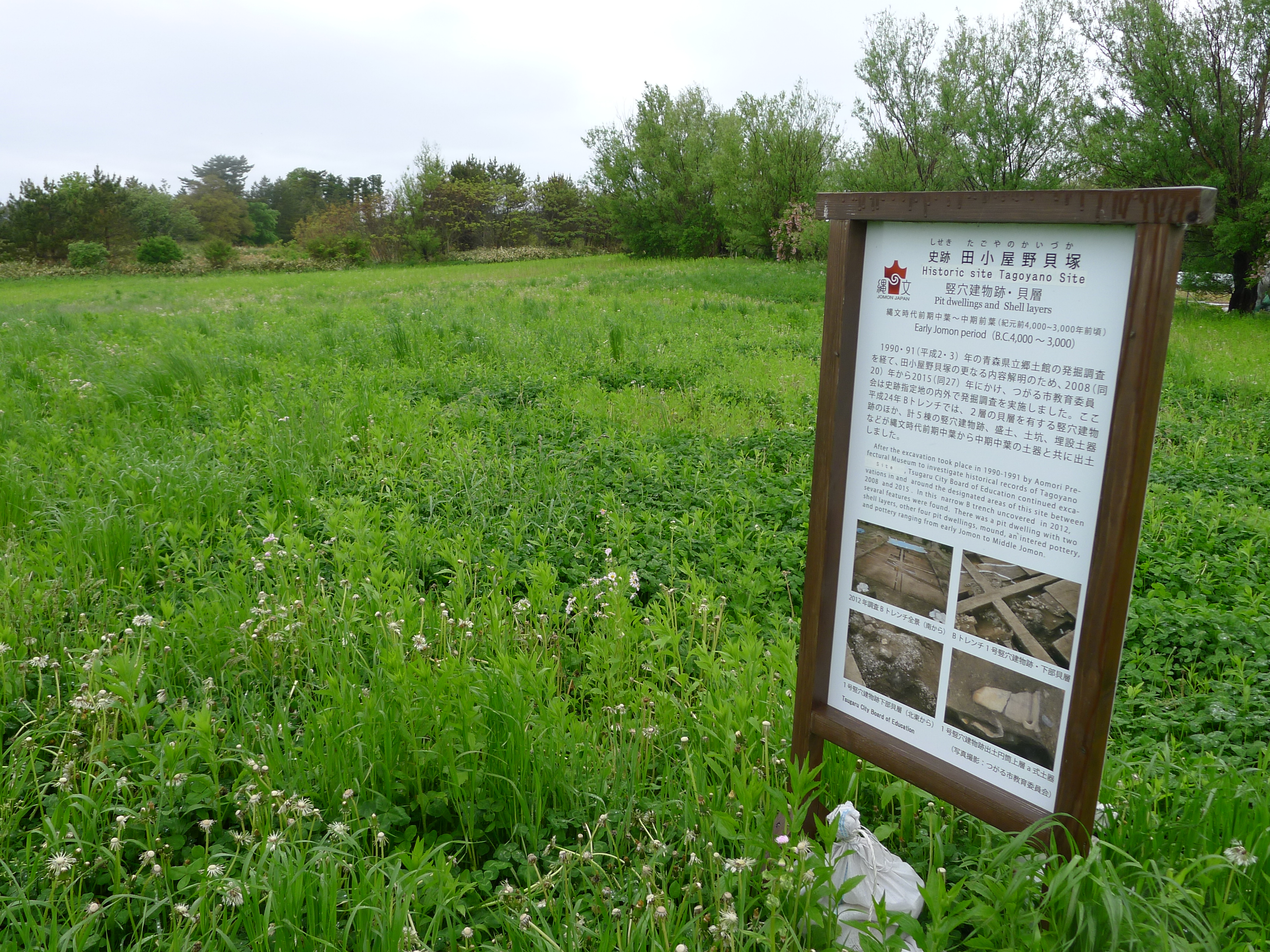
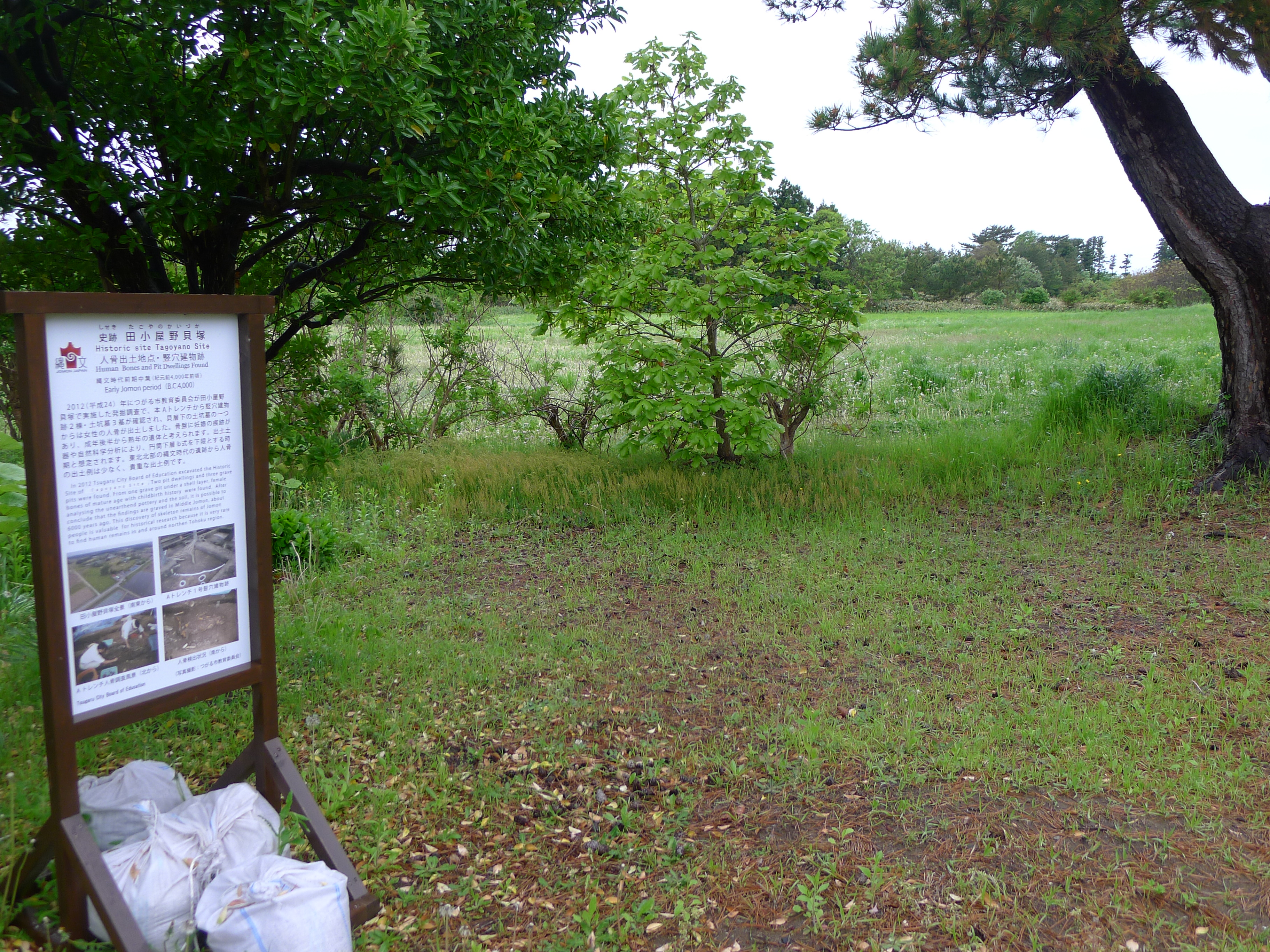

## 場所
- 所在地：つがる市木造館岡田小屋野[3]
- アクセス：JR五能線五所川原駅から弘南バス「田小屋野」下車後、徒歩5分ほど。